# Katastrofa lotu LAM Mozambique Airlines 470
Katastrofa lotu LAM Mozambique Airlines 470 – wydarzyła się 29 listopada 2013 roku na terytorium Namibii. W wyniku katastrofy samolotu Embraer 190 należącego do linii lotniczych LAM Mozambique Airlines śmierć poniosły 33 osoby (27 pasażerów oraz 6 członków załogi) – wszyscy na pokładzie.

## Samolot
Embraer 190 o numerze seryjnym 581 został wyprodukowany w 2012 roku. Wyposażony był w dwie jednostki napędowe General Electric CF34, uzyskał numer boczny C9-EMC, po czym został dostarczony liniom LAM Mozambique Airlines. Od tego momentu maszyna wykonała 1877 startów i lądowań o łącznym nalocie 2905 godzin. 

## Przebieg lotu
Feralnego dnia maszyna wykonywała regularny lot o numerze 470, na trasie Maputo–Luanda. Samolot wystartował o 11:00 czasu lokalnego z Maputo, a jego planowany przylot do Luandy miał mieć miejsce o 14:10 czasu miejscowego. Nagle, na wysokości przelotowej wynoszącej 38 000 stóp (11,600 m), maszyna zaczęła zniżać się z prędkością 100 stóp na sekundę (108 km/h). Samolot z ekranów radaru zniknął na wysokości około 3000 stóp, po około 6 minutach od rozpoczęcia opadania. Wrak samolotu został odnaleziony 30 listopada na terenie Parku Narodowego Bwabwata.

## Pasażerowie i załoga
Na pokładzie samolotu znajdowały się 33 osoby – 27 pasażerów i 6 członków załogi. W dniu katastrofy lot nr 470 obsługiwała dwuosobowa załoga. Kapitan Herminio dos Santos Fernandes latał na tej trasie regularnie i do czasu katastrofy miał nalot na tym typie samolotu w ilości 4000 godzin, natomiast pierwszy oficer miał w swej karierze nalot na tym typie w wysokości 1000 godzin.  
Zestawienie pasażerów i załogi według narodowości.
| Kraj       | Pasażerowie | Załoga | Razem |
| ---------- | ----------- | ------ | ----- |
| Mozambik   | 10          | 6      | 16    |
| Angola     | 9           | -      | 9     |
| Portugalia | 5           | -      | 5     |
| Francja    | 1           | -      | 1     |
| Brazylia   | 1           | -      | 1     |
| Chiny      | 1           | -      | 1     |
| Razem      | 27          | 6      | 33    |

## Badanie przyczyn katastrofy
30 listopada 2013 czynności wyjaśniające przyczyny katastrofy rozpoczęła międzynarodowa komisja wypadków lotniczych pod kierownictwem rządu Namibii. Do składu komisji zostali powołani eksperci z Brazylii (producent samolotu) i Mozambiku (operator samolotu). Tego też dnia odnaleziono obie czarne skrzynki, z parametrami lotu i rozmowami załogi z kokpitu. Zgodnie z przepisami ICAO wstępny raport z przyczyn katastrofy powinien zostać opublikowany po 30 dniach od daty śledztwa.

Zapisy z czarnych skrzynek ujawniły, że kapitan Herminio dos Santos Fernandes miał „jasny zamiar rozbić pilotowany samolot”.